# Ricardo Buitrago
Ricardo Enrique Buitrago Medina (Ciudad de Panamá, Provincia de Panamá, Panamá, 10 de marzo de 1986) es un futbolista panameño. Juega como mediocentro ofensivo y su equipo actual es Plaza Amador de la Primera División de Panamá.

## Trayectoria
Ricardo Buitrago inició su carrera futbolística en las divisiones inferiores del Club Deportivo Plaza Amador en 2004. Debutó a los 18 años en un partido frente al Alianza FC. 
Buitrago fue una de las principales figuras en el torneo ANAPROF Clausura 2007 al evitar el descenso de su equipo.
Entre 2008 y 2010, jugó por primera vez en el exterior con el Deportes Quindío, participando en el torno colombiano de Primera División. Después de dos años en el Quindío regresó al Plaza Amador por cuatro campeonatos cortos nacionales. 

### Elche
Luego de buenas actuaciones en Plaza Amador, en febrero de 2012 se trasladó a España y firmó un contrato con el Elche CF, siendo asignado para el equipo "B".  En junio fue ascendido al primer equipo. El 12 de septiembre de 2012 debutó en un partido de la Copa del Rey contra el Córdoba CF. Sin mebargo, el 31 de enero de 2013 fue dado de baja por el equipo.
El 19 de abril de ese mismo año firmó un contrato con un equipo de la quinta división valenciana, el CD Almoradí. El 3 de julio volvió a su tierra natal y una vez más al Plaza Amador, sin jugar un solo partido oficial, por lo que estuvo varios meses fuera de competencia.
En enero de 2014 fue contratado por el Club Sport Cartaginés de la Primera División de Costa Rica por dos torneos cortos. Sin embargo fue dado de baja al finalizar su primer campeonato sin haber jugado un solo encuentro a causa de una lesión. En septiembre de 2014, regresó al Plaza Amador. Tuvo una gran temporada, logrando anotar 10 goles. Logró renovar con el equipo del pueblo hasta diciembre del 2017.

### Juan Aurich
En agosto del 2015, Juan Aurich de la Primera División del Perú hace oficial su préstamo por un año y medio. Hizo dupla ofensiva con su compatriota Luis Tejada. En su primer semestre marcó un golazo, llevándose a casi todo el equipo de Alianza Atlético. Además fue protagonista de anotar un gol olímpico. Luego de terminar su contrato, tuvo que regresar con el club dueño de su carta pase. Sin embargo, el jugador pidió ser libertado para poder seguir jugando en el extranjero. Vuelve a firmar por el ciclón, esta vez como jugador libre. A finales del 2017 desciende de categoría con el elenco chiclayano. Anotó un total de 13 goles.

### Deportivo Municipal
En el 2018 ficha por el Deportivo Municipal donde hace una buena campaña clasificando a un torneo internacional. Renueva por todo el 2019 con el elenco edil para afrontar la Liga 1 y la Copa Sudamericana.

## Selección nacional
Con la Selección de Panamá ha participado en 12 partidos desde que debutó al mando del técnico Julio César Dely Valdés el 8 de septiembre de 2010 ante Trinidad y Tobago. En esa ocasión los canaleros derrotaron 3 x 0 a los caribeños en el estadio Rommel Fernández.
Ha sido seleccionado de su país bajo la dirección de Hernan Darío Gómez. 

### Participaciones en selección nacional
| Copa                      | Categoría | Sede           | Resultado      | Partidos | Goles |
| ------------------------- | --------- | -------------- | -------------- | -------- | ----- |
| Copa Mundial Sub-20 2005  | Sub-20    | Países Bajos   | Fase de grupos | 1        | 0     |
| Copa Centroamericana 2011 | Mayor     | Panamá         | Tercer lugar   | 2        | 0     |
| Copa América Centenario   | Mayor     | Estados Unidos | Fase de grupos | 1        | 0     |
| Copa Centroamericana 2017 | Mayor     | Panamá         | Subcampeón     | 2        | 0     |

### Goles con selección nacional
| Gol | Fecha                   | Sede                                     | Oponente | Marcador | Resultado | Competencia  |
| --- | ----------------------- | ---------------------------------------- | -------- | -------- | --------- | ------------ |
| 1.  | 7 de octubre de 2010    | Windsor Park, Roseau, Dominica           | Dominica | 0 - 4    | 0 – 5     | Eliminatoria |
| 2.  | 15 de noviembre de 2011 | Estadio Rommel Fernández, Panamá, Panamá | Dominica | 2 – 0    | 3 - 0     | Eliminatoria |
| 3.  | 15 de noviembre de 2011 | Estadio Rommel Fernández, Panamá, Panamá | Dominica | 3 – 0    | 3 - 0     | Eliminatoria |

## Clubes
| Club                | País     | Año         | Part. | Goles | Asist. |
| ------------------- | -------- | ----------- | ----- | ----- | ------ |
| Plaza Amador        | Panamá   | 2007 - 2008 | 39    | 8     | 8      |
| Deportes Quindío    | Colombia | 2008 - 2010 | 6     | 0     | 1      |
| Plaza Amador        | Panamá   | 2010 - 2011 | 27    | 6     | 6      |
| Elche               | España   | 2012 - 2013 | 1     | 0     | 0      |
| Plaza Amador        | Panamá   | 2014 - 2015 | 51    | 14    | 11     |
| Juan Aurich         | Perú     | 2015 - 2017 | 81    | 13    | 14     |
| Deportivo Municipal | Perú     | 2018 - 2019 | 70    | 10    | 20     |
| Plaza Amador        | Panamá   | 2020 -      | 86    | 18    | 12     |
| Total               |          | 2007 - 2022 | 362   | 68    | 72     |

## Palmarés
| Equipo          | Torneo              | Año  |
| --------------- | ------------------- | ---- |
| CD Plaza Amador | Torneo Apertura LPF | 2021 |

### Distinciones individuales
| Distinción                                        | Año  |
| ------------------------------------------------- | ---- |
| Equipo ideal del Torneo Apertura de la Liga 1     | 2019 |
| Máximo asistidor del Torneo Apertura de la Liga 1 | 2019 |
| Máximo asistidor de la Liga 1                     | 2019 |